# Interleucina-12
La interleucina-12 (IL-12) es una citocina proinflamatoria producida en los macrófagos, monocitos y otras células presentadoras de antígenos.
Activa las células T colaboradoras de tipo 1 (Th1) y estimula la producción y citotoxicidad de las células T citotóxicas y de las células NK. También estimula la producción de interferón γ (gamma).
Promueve la activación de la inmunidad celular mediante la activación de los linfocitos T colaboradores tipo 1. Tiene un efecto sinérgico con el factor de necrosis tumoral-α en la inducción de cantidades de interferón-γ.

## Genes y Estructura
La IL-12 es una citoquina heterodimérica codificada por dos genes separados, IL-12A (p35) e IL-12B (p40). El heterodímero activo (conocido como p70) y un homodímero de p40 se forman después de la síntesis de proteínas. La IL-12A está compuesta por un paquete de cuatro hélices alfa. La IL-12B tiene tres dominios de láminas beta.

## Funciones
IL-12 participa en la diferenciación de células T vírgenes en células Th1 . Es conocida como factor estimulante de las células T, que puede estimular el crecimiento y la función de las células T. Estimula la producción de interferón-gamma (IFN-γ) y factor de necrosis tumoral alfa (TNF-α) a partir de células T y células asesinas naturales (Natural Killer) , y reduce la supresión de IFN-γ mediada por IL-4 . Las células T que producen IL-12 tienen un correceptor , CD30 , que está asociado con la actividad de IL-12.
La IL-12 media la potenciación de la actividad citotóxica de las células NK y los linfocitos T citotóxicos CD8 + . También parece haber un vínculo entre IL-2 y la transducción de señales de IL-12 en las células NK. IL-2 estimula la expresión de dos receptores de IL-12, IL-12R-β1 e IL-12R-β2, manteniendo la expresión de una proteína crítica involucrada en la señalización de IL-12 en células NK . La respuesta funcional mejorada se demuestra mediante la producción de IFN-γ y la destrucción de las células diana.
La IL-12 también tiene actividad antiangiogénica , lo que significa que puede bloquear la formación de nuevos vasos sanguíneos. Lo hace aumentando la producción de interferón gamma , que a su vez aumenta la producción de una quimiocina llamada proteína inducible-10 (IP-10 o CXCL10 ). Entonces, IP-10 media este efecto anti-angiogénico. Debido a su capacidad para inducir respuestas inmunes y su actividad anti-angiogénica, ha habido interés en probar la IL-12 como un posible fármaco contra el cáncer . Sin embargo, no se ha demostrado que tenga una actividad sustancial en los tumores probados hasta la fecha. Existe un vínculo que puede ser útil en el tratamiento entre la IL-12 y las enfermedades psoriasis y enfermedad inflamatoria intestinal.